# Oreopsyche atraplumifera
Oreopsyche atraplumifera är en fjärilsart som beskrevs av Tutt 1900. Oreopsyche atraplumifera ingår i släktet Oreopsyche och familjen säckspinnare. Inga underarter finns listade i Catalogue of Life.